# Adrianus Taroreh
Adrianus Taroreh (ur. 3 sierpnia 1966 w Manado, zm. 5 lutego 2013 tamże) – indonezyjski bokser.

## Kariera amatorska
W 1985 zdobył złoty medal igrzysk Azji Południowo-Wschodniej w wadze koguciej do 54 kg po pokonaniu w finale Kumunona Jangpanga z Tajlandii. Rok później wywalczył srebro na igrzyskach azjatyckich w wadze piórkowej do 57 kg. W 1988 wystartował na igrzyskach olimpijskich, na których zajął 17. miejsce w wadze lekkiej do 60 kg. W pierwszej rundzie zawodów miał wolny los, a w drugiej przegrał z Brytyjczykiem Charliem Kane’em.

## Kariera zawodowa
W latach 1992–1996 walczył zawodowo w wadze lekkiej. W tym czasie wygrał 12 walk (3 przez nokaut) i 1 przegrał.

## Losy po zakończeniu kariery
Po zakończeniu kariery promował boks oraz szkolił młodzież w tej dyscyplinie, a także pracował w wydziale sportu urzędu miasta Manado. Zmarł 5 lutego 2013 w Manado. W momencie śmierci był w śpiączce po przebytej kilka dni wcześniej operacji usunięcia kamienia nerkowego. Pochowany został 6 lutego 2013 w Manado.